# مجاهد صديق إليو
مجاهد صديق إليو (مواليد 14 مارس 2000) هو لاعب كرة قدم إسباني يلعب في مركز المدافع في نادي جينك.

## وصلات خارجية
- مجاهد صديق إليو على موقع الاتحاد الأوربي (الإنجليزية)
- مجاهد صديق إليو على موقع قاعدة بيانات كرة القدم.إي يو (الإنجليزية)
- مجاهد صديق إليو على موقع Soccerway.com (الإنجليزية)
- مجاهد صديق إليو على موقع عالم كرة القدم.نت (الإنجليزية)